# Palácio das Crianças de Mangyongdae
O Palácio das Crianças de Mangyongdae (ou Palácio Escolar de Mangyongdae; em coreano: 만경대학생소년궁전; hanja: 萬景臺學生少年宮殿) é uma instalação pública administrada pela União das Crianças da Coreia em Pyongyang, na Coreia do Norte, onde jovens pioneiros (alunos do ensino fundamental até o ensino médio) podem se envolver em atividades extracurriculares, como aprender música, línguas estrangeiras, habilidades de computação e esportes (ver atividades). Foi fundado em 2 de maio de 1989 e está situada na rua Kwangbok (Libertação), no norte de Mangyongdae-guyok. É o maior palácio e instalação educacional para crianças da Coreia do Norte e pode acomodar 10 000 crianças diariamente.
Pyongyang tem dois palácios para crianças. Existe também o Palácio das Crianças de Pyongyang, que não deve ser confundido, fundado em 1963 e situado no distrito central, ao norte da Praça Kim Il-sung.

## Criação
Kim Il-sung, o primeiro líder e fundador da Coreia do Norte disse que "as crianças são os reis do país" e essa observação é repetida em todo o país. Como resultado, a maioria das cidades norte-coreanas tem um "palácio escolar" local dedicado à educação das gerações futuras. O primeiro palácio escolar foi inaugurado em Kaesong, uma cidade ao sul de Pyongyang, a 8 quilômetros de distância da Zona Desmilitarizada da Coreia.
O Palácio Escolar de Mangyongdae foi inaugurado em 2 de maio de 1989 como parte do Projeto Rua Kwangbok (Libertação). O palácio foi, juntamente com a construção do Hotel da Juventude (Chongnyon) e do Hotel Sosan, um dos esforços para a realização do maior evento internacional já realizado em Pyongyang — o 13.º Festival Mundial da Juventude e dos Estudantes. Desde sua criação, o Palácio das Crianças de Mangyongdae está aberto para as crianças desde o ensino fundamental até o ensino médio que desejam se envolver em atividades extracurriculares.

## Descrição

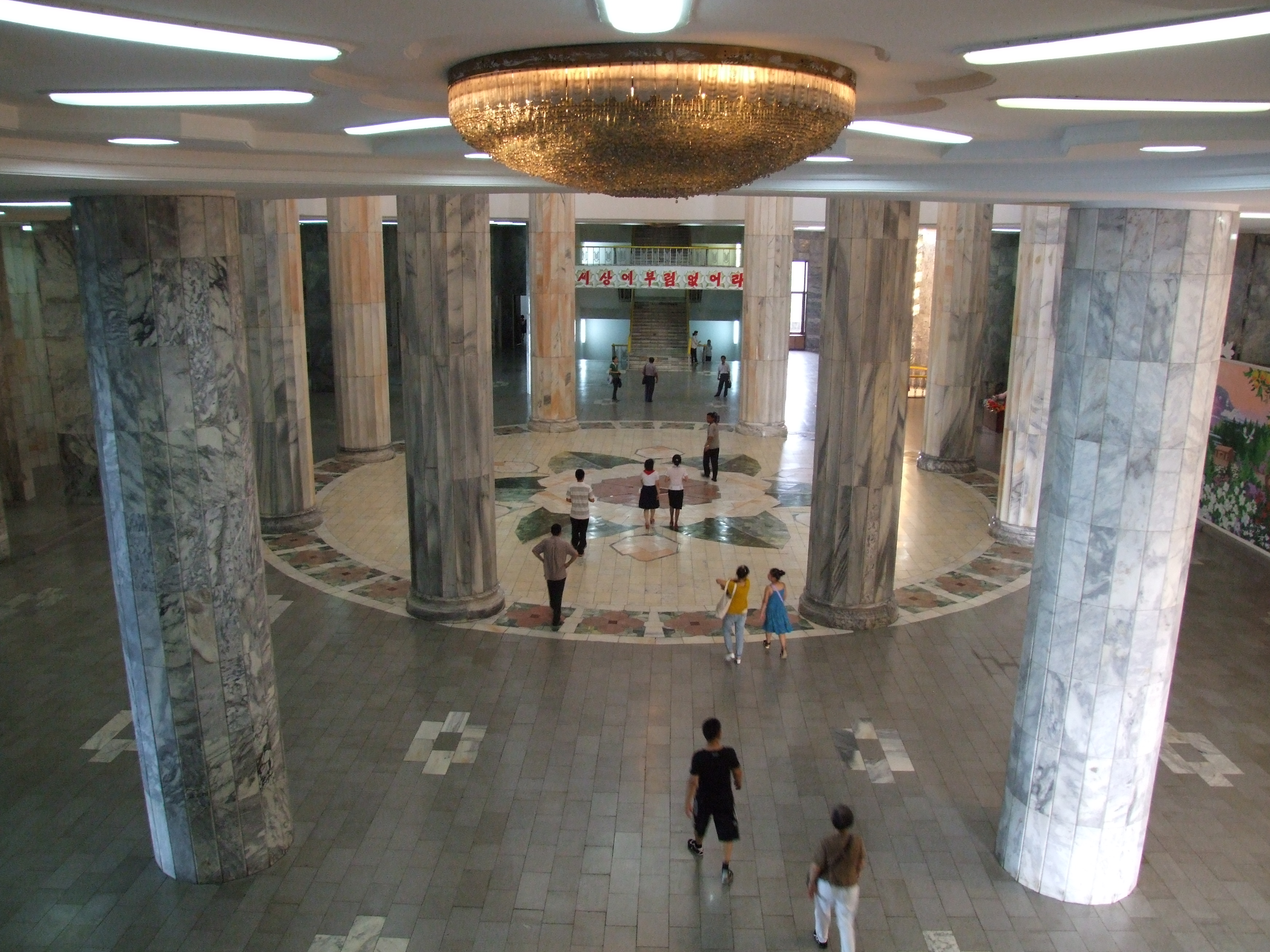
Interior do Palácio das Crianças de Mangyongdae

O palácio é composto de um edifício central com duas 'asas' que se diz serem parecidas com os braços estendidos de uma mãe. Os lados do edifício apresentam grandes murais de crianças envolvidas no aprendizado. Tem 6 andares e é composto por 120 quartos, uma piscina, biblioteca, salas de informática, quadras de basquete e vôlei, um percurso para aulas de direção, um observatório espacial e um teatro com 2 000 assentos onde são realizadas apresentações para os visitantes (estrangeiros ou não) regularmente. Nas apresentações, crianças de diferentes classes se apresentam fazendo acrobacias, malabarismo, canto, dança, apresentações musicais, etc.
Em frente ao Palácio das Crianças existe um grupo de esculturas de bronze. A escultura central tem 10 metros e apresenta crianças vestidas de soldado, astronauta e dançarinos na carruagem de dois cavalos alados Chollima e as esculturas ao lado apresentam animais (um porco, coelho, etc.) em um estilo cartum. Na frente também há duas grandes fontes com 90 e 100 metros de altura. O salão de recepção principal é grande e tem o teto alto, à esquerda dele existe um modelo do foguete Unha 3, que os norte-coreanos dizem ser um satélite de observação que foi lançado com sucesso em 2012. Um grande modelo da península coreana pode ser encontrado na ala oeste, que mostra Pyongyang como a capital e a ilha Dokdo.
O palácio passou por grandes reformas tanto para o interior quanto para o exterior de todo o edifício que levou um ano e foi reaberto em 1 de dezembro de 2015. Após as reformas, o interior do Palácio Escolar recebeu um design estilo Disney com cores pascal, famosos desenhos animados norte-coreanos e luzes multicoloridas.
O local faz parte do turismo da Coreia do Norte. Os turistas podem visitar e assistir as apresentações. É permitido tirar foto e filmar.

## Atividades

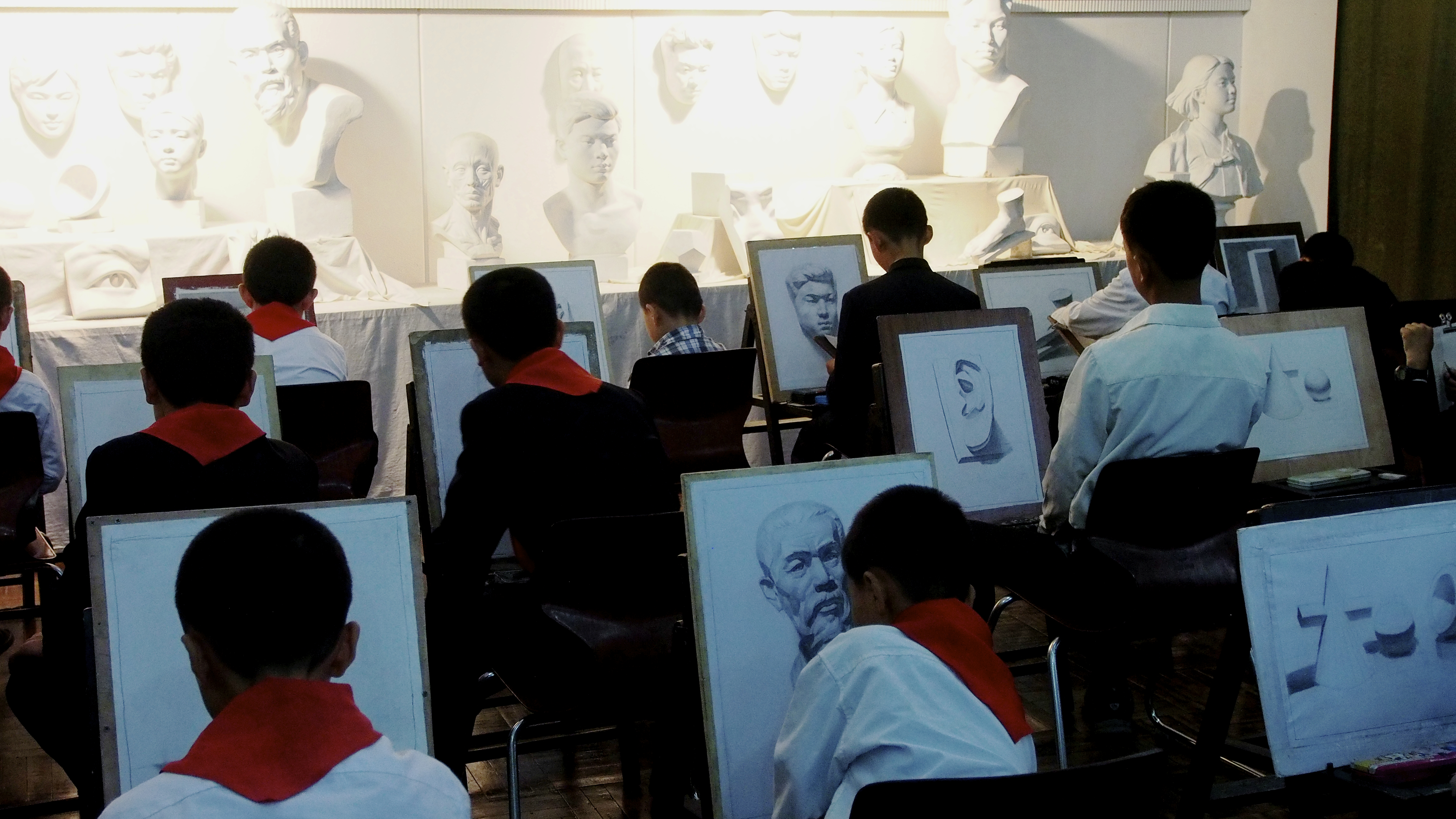
Crianças praticando desenho

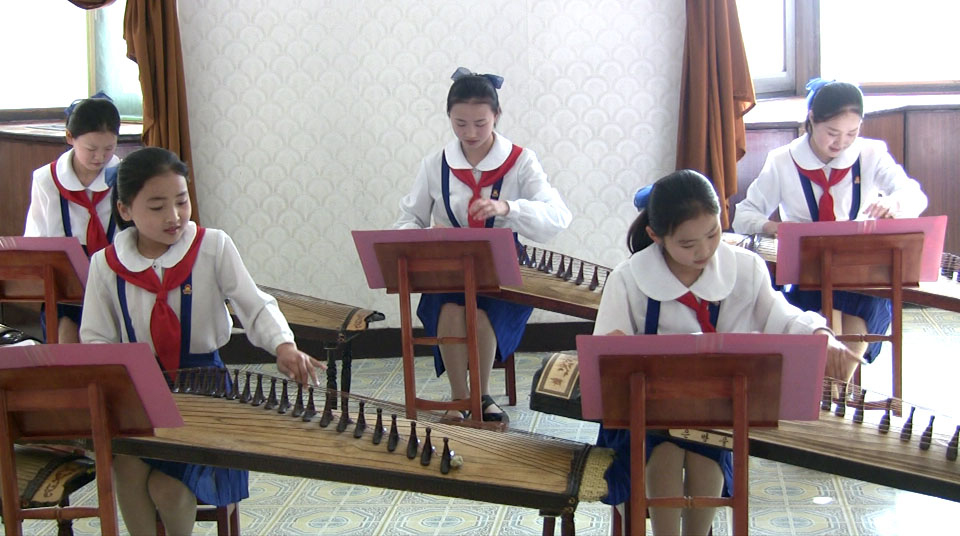
Crianças tocando o kayagum

Na tradição coreana os pais decidem o que desejam que seus filhos aprendam, ao lado de seus estudos principais. As seguintes classes extracurriculares estão disponíveis no palácio:
- Música e canto — os alunos aprendem uma variedade de instrumentos, incluindo o tradicional kayagum coreano, acordeão, guitarra elétrica, bateria, etc.
- Dança — os alunos aprendem dança tradicional coreana e moderna
- Língua estrangeira — Inglês e chinês são mais populares. Também estão disponíveis para aprender russo, alemão, japonês e espanhol.
- Ciência e tecnologia da informação — habilidades de computação e programação, química, astronomia e matemática.
- Artes coreanas tradicionais — caligrafia coreana, bordado e pintura.
- Esportes - Taekwondo, natação e nado sincronizado, basquete, vôlei, futebol e ping-pong.
- Direção - carros projetados para crianças e feitos na Coreia do Norte, os alunos têm a chance de aprender as regras das ruas e as mecânicas do carro em um percurso de direção construído atrás do palácio.